# دوست أباد (تشناران)
دوست‌ أباد (بالفارسية: دوست‌آباد) هي قرية تقع في قسم تشناران الريفي (مقاطعة تشناران) في إيران.